# نمایش هالیوود ۱۹۲۹
نمایش هالیوود ۱۹۲۹ (انگلیسی: The Hollywood Revue of 1929) فیلمی زوج هنری در سبک کمدی و موزیکال به کارگردانی چارلز ریسنر است که در سال ۱۹۲۹ منتشر شد.

## بازیگران
- جوآن کراوفورد
- باستر کیتون
- جک بنی
- ماریون دیویس
- ماری درسلر
- آنیتا پیج
- ویلیام هاینس
- گاس ادواردز
- کنراد نیگل
- نورما شیرر
- استن لورل
- اولیور هاردی
- بسی لاو
- جان گیلبرت
- پالی مورن
- آن دواراک
- کارلا لملی
- لیونل باریمور
- آلبرتینا راش
- کلیف ادواردز
- چارلز کینگ
- براکس سیسترز